# Hedysarum naudinianum
Hedysarum naudinianum là một loài thực vật có hoa trong họ Đậu. Loài này được Coss. & Durieu miêu tả khoa học đầu tiên.